# Herculestoren
De Herculestoren (Spaans:Torre de Hércules) is een oude Romeinse vuurtoren op een schiereiland ongeveer 2,4 km van het centrum van de Spaanse stad A Coruña. Het bouwwerk is 55 meter hoog en meer dan 1900 jaar oud. Het is de oudste Romeinse vuurtoren ter wereld die nog steeds in gebruik is als vuurtoren. Alleen de eveneens Romeinse vuurtoren van Patara is ouder, maar die is anno 2022 in restauratie.
De Herculestoren werd in 2009 op de werelderfgoedlijst van UNESCO geplaatst.
Naast de toren is in 1994 een windroos van mozaïek gemaakt door Xavier Correa Corredoira. Hiermee wordt de verbondenheid van acht Keltische volkeren uitgebeeld. De foto is in noordwestelijke richting genomen. De acht landen op de foto zijn:
| Land, streek     | Richting | Naam op windroos (in de eigen taal) | Afbeelding, symbool   |                                         | Land, streek | Richting | Naam op windroos (in de eigen taal) | Afbeelding, symbool |
| ---------------- | -------- | ----------------------------------- | --------------------- | --------------------------------------- | ------------ | -------- | ----------------------------------- | ------------------- |
| Ierland          | WNW      | Éire                                | klaverblad (shamrock) | Windroos, gefotografeerd vanaf de toren | Schotland    | NNW      | Alba                                | distel              |
| Tartessos        | WZW      | Tarsis (in spiegelbeeld)            | doodshoofd            | Windroos, gefotografeerd vanaf de toren | Man          | NNO      | Mannin                              | drievoet            |
| Galicië (Spanje) | ZZW      | Galiza                              | sint-jakobsschelp     | Windroos, gefotografeerd vanaf de toren | Wales        | ONO      | Cymru                               | rode draak          |
| Bretagne         | ZZO      | Breizh                              | hermelijn             | Windroos, gefotografeerd vanaf de toren | Cornwall     | OZO      | Kernow                              | bloemkelk           |

Verder heeft het torengebied een beeldenpark, de Monte dos Bicos met rotstekeningen uit de ijzertijd, en een islamitische begraafplaats.
Alhambra, Generalife en Albaicín, Granada ·
Kathedraal van Burgos ·
Historisch centrum van Córdoba ·
Klooster en plaats van het Escorial, Madrid ·
Werken van Gaudí ·
Grot van Altamira en de paleolithische grotkunst van Noord-Spanje ·
Monumenten van Oviedo en het koninkrijk Asturië ·
Oude stad Ávila met de Kerken-buiten-de-Muren ·
Oude stad Segovia en aquaduct ·
Santiago de Compostella (oude stad) ·
Nationaal park Garajonay ·
Historische stad Toledo ·
Mudéjararchitectuur van Aragón ·
Oude stad Cáceres ·
Kathedraal, Alcázar en Archivo General de Indias in Sevilla ·
Oude stad Salamanca ·
Klooster van Poblet ·
Archeologisch ensemble van Mérida ·
Pelgrimsroute naar Santiago de Compostella ·
Koninklijk klooster van Santa Maria de Guadalupe ·
Nationaal park Doñana ·
Historische ommuurde stad Cuenca ·
La Lonja de la Seda van Valencia ·
Las Médulas ·
Palau de la Música Catalana en Hospital de Sant Pau, Barcelona ·
Monte Perdido ·
Kloosters van San Millán Yuso en Suso ·
Prehistorische rotskunst in de Coa Vallei en de Siega Verde ·
Rotskunst van het Middellandse Zeebekken op het Iberisch Schiereiland ·
Universiteit en historische parochie van Alcalá de Henares ·
Ibiza, biodiversiteit en cultuur ·
San Cristóbal de La Laguna ·
Archeologisch ensemble van Tarraco ·
Archeologisch Atapuerca ·
Catalaanse romaanse kerken van de Vall de Boí ·
Palmeral van Elche ·
Romeinse muur van Lugo ·
Cultuurlandschap van Aranjuez ·
Monumentale renaissance-ensembles van Úbeda en Baeza ·
Vizcayabrug ·
Oude en voorhistorische beukenbossen van de Karpaten en andere regio's van Europa ·
Nationaal park El Teide ·
Herculestoren ·
Cultuurlandschap van de Serra de Tramuntana ·
Erfgoed van kwik. Almadén en Idrija ·
Dolmens van Antequera ·
Kalifaatstad Medina Azahara ·
Cultuurlandschap van de Risco Caído en de heilige bergen van Gran Canaria  ·
Paseo del Prado en Parque del Buen Retiro, een landschap van kunst en wetenschap